# Nexus: The Jupiter Incident
«Nexus: The Jupiter Incident» (рус. Нексус: Происшествие на Юпитере) — тактическая компьютерная игра в реальном времени для PC, созданная венгерской компанией Mithis Entertainment и выпущенная Vivendi Universal и HD Interactive. Создатели называют игру «тактическим симулятором флота.» В отличие от стратегий в реальном времени, центральная часть Nexus: The Jupiter Incident зависит от тактических решений и управления кораблями вместо собирания ресурсов и строительства базы.

## Обзор
Для каждого задания игроку выделяется небольшое количество больших космических кораблей (всегда меньше 10, иногда всего 1 или 2), вместе с сопровождающими истребителями и бомбардировщиками. Корабли большие и неповоротливые, и битвы между флотами обычно длительны, давая игре заметный кинематографический вид. Движок Black Sun был специально создан для этой игры, делая графику игры одной из самых интересных её частей.

## Сюжет
В начале 22-го века покорение космического пространства и заселение Солнечной системы монополизированы гигантскими и амбициозными мегакорпорациями. Игрок принимает роль Маркуса Кромвеля, известного капитана, чей отец был капитаном «Ноева ковчега» — корабля, который был отправлен через червоточину вблизи Марса. Червоточина захлопнулась и теперь корабль считают погибшим. Кромвелю дали задание лететь на его новом корабле класса «Стилет» к Юпитеру. То, что там произойдёт, будет позже названо «Инцидент на Юпитере».
После нескольких довольно простых заданий (в основном предназначенных для тренировки игрока) Кромвелю предстоит исследовать заброшенную, но хорошо защищенную космическую станцию, принадлежащую конкурирующей корпорации — Синдикат Киссаки. Во время высадки десант обнаружил в ангаре станции неизвестный корабль размером с крейсер. Записи на корабле указывают на секретную базу Синдиката за Плутоном. На обычном корабле такой полёт занял бы несколько лет, но для инопланетного крейсера он займет всего неделю. Киссаки нарекли корабль «Крыло Ангела». Кромвеля назначают на «Крыло Ангела» для исследования базы у Плутона. После прибытия к Плутону искусственный интеллект по имени Ангел копирует себя в «Крыло Ангела» и убеждает Кромвеля убежать от атаковавшего его странного устройства — механоида — через пространственную воронку неподалёку.
Кромвель оказывается в другой системе, населённой колонистами «Ноева ковчега». Колонисты Ноя являются наёмниками высокотехнологичной расы Вардрагов, воюющих против другой могущественной расы — Горгов. Вскоре на колонистов начинают нападать другие наёмники Вардрагов — Рапторы, биомеханические существа, улучшенные Вардрагами и полностью верные своим создателям из-за специальных имплантатов. Правда, после катаклизма «Пространственных воронок» часть Рапторов потеряла связь с Вардрагами. Кромвеля и его корабль зачисляют во флот колонии Ноя. После нескольких успешных заданий против Рапторов, заканчивающихся уничтожением их главной базы, крейсер «Крыло Ангела» переводят на фронт против Горгов. Но затем над всеми расами нависает гораздо более страшная угроза — непобедимая раса наномашин под названием Механоиды. Через короткое время родина Вардрагов и Земля захватываются Механоидами. Только странная раса космических насекомых под названием Саранча имеет оружие против Механоидов. После разгрома матки Саранчи её тело доставляют в Колонию Ноя, где учёные на основе останков создают новые технологии для оружия «энерговампир», которое «высасывает» энергию из Механоидов (при желании можно «высосать» энергию из щита вражеского корабля). Затем на основе этого «энерговампира» создаётся специальный щит, который устанавливают на все корабли поддержки класса «Колосс» (COLOSSUS), под щитом которого огромный «Человеческо-горгско-вардрагский» флот освобождает Землю и остальные миры. Главного механоида, под названием «Сущность», в подпространстве, называемым «Нексус», уничтожают Ангел и «Крыло Ангела» .
Игра заканчивается восстановлением Земли в её состоянии до вторжения машин и отбытием Ангела для уничтожения всех остальных Механоидов.

## Расы/корабли

### Земля (Международное Космическое Агентство и Корпорации)
МКА (ISA) — преемник великих пионеров — исследователей космоса, таких как НАСА, Роскосмос и ЕКА. Однако к 2050 году организация постепенно утратила ведущую роль в космических исследованиях и к 2070 году уже не могла внедрять единые космические законы. К 2080 году она окончательно сдала свои позиции в космических исследованиях и, приспосабливаясь к новым обстоятельствам, учредила официальную космическую армию Земли, известную как Флот конфедерации.
Организация использует единственный законный Искусственный Интеллект Солнечной Системы — он управляет космическим движением в секторе Земли. Остальные искусственные интеллекты запрещены, после того как они устроили войны между собой.
МКА недавно проиграло межпланетную войну против колониальных корпораций. До этого первый человеческий межзвёздный колониальный корабль «Ноев ковчег» был послан через пространственную воронку возле Марса и был потерян на долгие годы. После войны корпорации хозяйничают вне орбиты Земли (где МКА всё ещё правит) и постоянно между собой дерутся.
Корабли землян очень похожи на корабли Земного Альянса в сериале «Вавилон-5»: вращающаяся центральная часть для центробежной гравитации. Эти корабли по размерам не превышают фрегат не могут перемещаться с помощью межпланетного привода (МП-привода) и двигаются с помощью химических ракетных двигателей, так что обычный перелёт от Земли к Марсу занимает несколько недель, а полёт от Юпитера к Плутону — несколько лет. В последних миссиях шестёрка таких кораблей выносится двумя лёгкими эсминцами ноанцев на ура.

### Крыло Ангела
Судно чужих, которое оказалось в руках у людей. Корабль способен принимать и усваивать любую технологию или устройства. Он использует неизвестные людям методы для определения функций устройств и создания собственных модификаций. Похоже, что корабль разработан специально для использования инопланетных технологий. Это может объяснить его недостаточное вооружение. Ещё одна замечательная способность корабля — способность к самовосстановлению. В одной из миссий в приписке упоминается, что строение этого корабля основано на биологии, тем самым корабль является в некотором смысле «живым».
Двигатель с Межпланетным Приводом — один из основных компонентов Крыла Ангела. С обычными двигателями, люди должны ускоряться несколько месяцев, чтобы достигнуть скорости 20 км/с. А двигатель с МП может ускоряться до 3000 км/с за несколько секунд. Физические препятствия не представляют для Крыла Ангела проблем; она окружает себя «пузырём» подпространства, в этом режиме судно технически не существует в нормальном космосе, поэтому и не может с чем-либо столкнуться. Хотя способности корабля идеальны для полётов в пределах звёздной системы, но для феноменальных расстояний между звёздными системами их недостаточно. Следует заметить что все межзвёздные расы пользуются менее продвинутой версией МП. Во время сопровождения конвоя грузовых кораблей, на флотилию нападают Хищники, использующие технологию вардрагов чтобы «выбросить» конвой из подпространства. На «Крыло Ангела» это устройство подействовало лишь частично, тогда как грузовые и сопровождающие корабли оказались неспособны совершить прыжок в течение нескольких минут.

### Колония Ноя
Вопреки ожиданиям обитателей Солнечной системы, «Ноев ковчег» выдержал перелёт через воронку у Марса. Колонисты нашли подходящую планету и построили на ней колонию. Через некоторое время, колонисты вошли в контакт с Вардрагами — высокотехнологичной, но мирной расой чужих, которые предложили колонистам сделку: люди получат от Вардрагов новые технологии и разрешение перемещаться через воронки, взамен на помощь людей в войне против Горгов.
Корабли Ноя — такие же, которыми могут стать земные корабли через век или два: быстрые, с сильным вооружением и защитными системами, щитами, термоядерными и ионные двигателями, и сверхбыстрыми межпланетными способами перемещения.

### Конфедерация вардрагов
Вардраги — очень развитая инопланетная раса, которая создала могучую империю задолго до встречи с колонистами Ноя. Родина вардрагов представляет собой город размером с саму планету, дополненный гигантскими орбитальными платформами. Главная проблема вардрагов — постоянные стычки с Империей горгов. Хотя мощные оружия и защитные системы вардрагов помогают отражать атаки врага, сами вардраги миролюбивы и не переносят войны. Узнав что люди могут быть также агрессивны как и горги, они дали колонистам новые технологии взамен на их службу как наёмники. Большинство своих технологий вардраги всё же держат в тайне, даже от людей; например, технологию позволяющую выбросить корабль из межпланетного прыжка, так-называемые «гравитационные двигателя», необычайно-мощные энергетические щиты, и разрушительные ракеты класса «Катаклизм». Вардраги предпочитают путешествовать в массивных кораблях-городах, которые больше и несколько сильнее линкоров Ноя и горгов. Хотя они оставляют большинство битв своим человеческим наёмникам и рапторам-союзникам, они всё же имеют оборонные силы для защиты своих главных систем. Несмотря на наличие продвинутой техники, откровенно паникуют в боях с механоидами и теряют родную планету.

### Империя горгов
Горги — воинственная зеленокожая рептилоидная раса, которая постоянно ищет системы для захвата и врагов для драки. Если ни того, ни другого не обнаружено, то они дерутся между собой. Это, наверное, главная причина отсутствия у них централизированной власти; сфера влияния каждого клана распространяется только на свои территории и корабли. Иногда кланы создают временные союзы для борьбы с вардрагами или для контроля других кланов. Хотя горги — гордые воины, они также используют «меньшие» расы в роли наёмников. Их технологический уровень почти такой же, как и у колонистов Ноя, хотя они были первыми, кто начал использовать осадные лазеры — мощное оружие, требующее для ведения огня энергию как минимум трех кораблей (не считая носитель лазера) и способное пробить любые щиты. Корабли Ноя смогли получить доступ к этому оружию после заключения перемирия между вардрагами, горгами и людьми.
Изначальной причиной вражды горгов и вардрагов был так называемый «Катаклизм червоточин», когда червоточины, соединяющие разные регионы, начали менять направления, в конце концов изолировав некоторые системы. Горги объявили войну вардрагам, так как считали, что вардраги — единственные, кто способен на такое.

### Хищники (Рапторы)
Хищники — элитные солдаты вардрагов — изначально примитивная животная неразвитая раса, которую вардраги развили при помощи генной инженерии. Кибернетические усовершенствования обеспечили их верность. Внешне они похожи на хищников и используют тактику охоты. Им не хватает дисциплины, чтобы действовать большими группами, поэтому вардраги используют маленькие подразделения. Некоторые группы были отделены от вардрагов, когда вышла из строя система туннелей, и их потомки уже не имели имплантатов, которые бы следили за их верностью.
Космические истребители Хищников также созданы вардрагами. Хищники предпочитают обезвредить вражеский корабль лазерами, взять его на абордаж кибер-ударными группами, и захватить его для себя.

### Призраки
Призраки — тайная и загадочная раса, живущая в системе под названием «Мист». Они иногда работают как шпионы и разведчики для вардрагов и колонии Ноя. Всю связь они осуществляют через текстовые сообщения либо через тщательно выбранных представителей, которым оказывается честь видеть настоящую форму Призраков. Подозревается, что у Призраков есть мощные пси-способности позволяющие им улучшить свою технологию далеко за уровень других рас. Корабли Призраков не самым лучшим образом приспособлены для боя. Их главная сила в способности сделать свои корабли невидимыми для большинства сенсоров (кроме ближних сканеров). Их орудия предназначены для точных ударов, позволяющих кораблю Призраков обезоружить и обездвижить врага и отступить. По всей видимости являются намеком на Теней из «Вавилона-5», хотя те предпочитали уничтожать свои цели.

### Механоиды (также известны как «Сущность»)
Мало информации имеется о механоидах, кроме того что они пытаются захватить или уничтожить всё что видят. По словам вардрагов, недавний Катаклизм червоточин и взрыв некоторых звёзд неподалёку — работа механоидов. Существует теория что они — искусственные интеллекты созданные давно-вымершей расой, и хотят переделать вселенную для своих нужд.
Сами наномашины неживые, но ими управляет обширное и могучее искусственное сознание под названием «Сущность». Наномашины могут изменять свою физическую форму по желанию. Обычно, они принимают форму сложной геометрической фигуры приблизительно 1/8 размера «Крыла ангела» и могут стрелять мощным лучом способным уничтожить большинство кораблей несколькими выстрелами. Также были замечены гигантские сферы механоидов, от размеров городов-кораблей вардрагов до диаметра Луны. Они способны захватить почти любую машину для своих нужд, и даже живых существ с кибер-имплантатами.
Механоиды могут впитывать и использовать любую энергию направленную на них, и поэтому многие считали их неуязвимыми. В конце концов, колонисты Ноя обнаружили что механоиды уязвимы для Саранчи. Используя способности Саранчи, энергетический скитер отключает механоидов но не уничтожает их. Со временем и помощью Ангела, колонисты Ноя смогли создать противомеханоидное поле способное уничтожить механоидов в радиусе 100 км.
Это поле не могло уничтожить саму Сущность, а также не имело эффекта против кораблей других рас под контролем механоидов.

### Создатели
Единственное что известно о Создателях, также известных как Планировщики, то что они следили и, возможно, управляли развитием человечества до 17-го века, когда последний Создатель умер, оставив секретную базу за Плутоном, судно «Крыло Ангела», и спящий ИИ в будущем известная как Ангел (Тенши). Подозревается что Механоиды были творениями Создателей, но они предали и напали на своих хозяев. Как и Механоиды, «Крыло Ангела» способна ассимилировать почти любую технологию, включая самих Механоидов.

### Саранча
Эта раса ведёт себя почти как и их земная «версия», пожирая энергию и био-материю из источников вблизи. Этими источниками могут быть корабли, механоиды и даже целые экосистемы. Связь с ними невозможна, и они являются опасными противниками.
У Саранчи, так как они полностью органические, нет кораблей. Вместо этого, они организованы наподобие земных социальных насекомых, с тремя кастами: работник, воин и королева. Работник — существо размером с истребитель которое прилипает к щиту врага и высасывает энергию из него пока он не исчезнет. Воины — бомбардировщики Саранчи; они стреляют во врага энергетическими зарядами пока враг не станет беспомощным. Королева — гигантское существо которое рождает работников и воинов. Известно что королевы могут перемещаться быстрее скорости света.
Саранча- единственная известная форма жизни, которая полностью способна дать отпор механоидам, не получая сдачи. У них нет технологий, все они живые. Поскольку механоиды не обладают системами зенитной защиты, рабочие и воины могут безнаказанно высасывать из механоидов энергию. Матка же излучает электромагнитное излучение, выводящее из строя любую технику, приблизившуюся к ней (корабли за несколько секунд разрушаются), поэтому убить матку можно только с помощью осадного лазера.

## Персонажи

### Маркус Кромвель
Главный герой сюжета. Сын известного Ричарда Кромвеля — первого человека рождённого в космосе. Маркус родился в том же году когда была обнаружена червоточина возле Марса. Когда ему было 10 лет, «Ноев ковчег» был запущен под командованием Ричарда Кромвеля. После потери «Ковчега», Маркус не потерял жажду космического исследования которую он получил от отца. Когда он повзрослел, он вступил в космофлот Федерации и вдруг очутился в самой гуще Марсианской войны когда колонии и корпорации объявили независимость от Земли. Корабль Кромвеля был серьёзно повреждён возле Фобоса, и он провёл следующие 10 лет в стазисе, ожидая спасения. Наконец-то, его нашли и оживили, и он узнал что Земля проиграла войну. Всем было всё равно, на какой стороне он сражался. Он стал героем войны. В конце концов, компания SpaceTech предложила Маркусу командование тяжёлым корветом «Стилетто».

### Тенши (Ангел)
Нелегальный Искусственный Интеллект четвёртого поколения созданный для управления базой Шукения Бета возле Плутона, принадлежащей Синдикату Киссаки. Тенши в переводе с японского Ангел. Корабль Крыло Ангела был назван учёными Киссаки в честь неё. Когда Тенши была установлена на компьютер базы, спящий ИИ оставленный там последним Создателем слился с ней и начал расти. После того как механоид убил всех на борту станции, прибыл корабль «Крыло Ангела» под командованием Маркуса Кромвеля и Тенши скопировала себя в него. Изначально послушная личность (люди Киссаки запрограммировали её в соответствии с восточными культурными особенностями, где женщине отводится роль второго плана), но в её характере есть доля независимости и превосходства. Она готова взять инициативу в свои руки при определённых обстоятельствах. Её реакция быстрая и непредсказуемая

### Контр-адмирал Артур Норбанк
Адмирал, командующий главным наступлением на Империю горгов. Хотя он не является некомпетентным, его высокомерие и недоверие ко всему часто заканчиваются, в лучшем случае, очень дорогими победами, и, в худшем, разрушительными поражениями. За глаза его звали носорогом. Норбанк стал известен как капитан когда он повёл только что созданный флот Ноя на его первую битву и победу против горгов (в основном, потому что горги ожидали вардрагов). Фактически, он является комическим персонажем, так как игроку приходятся часто за ним прибирать, принимать командование его флотом когда тот не в состоянии командовать, и даже его спасать. Вместе с кораблём попадает в плен к механоидам, но выживает, забаррикадировавшись в каюте. Его удаётся спасти и вывести абордажникам. По всей видимости, сходит с ума.

### Коммандер Свитвотер
Свитвотер провела большую часть своей жизни с Призраками, и это оставило свой отпечаток на её личности. Она постоянно оскорбляет Маркуса Кромвеля, Ангела, и «Крыло Ангела», оспаривает их способности и мотивы, и подчиняется приказам нежелательно. Она оказывается незаменимой для Кромвеля, так как она — официальное лицо от Призраков и единственный человек способный управлять генератором невидимости Призраков на «Крыле Ангела».

### Капитан Фрэнсис Делорэйн
Фрэнсис Делорэйн и Маркус Кромвель друзья детства, потом их жизненные пути разошлись. Его родители были не согласны с планом Ноя, и их отцы часто сильно ссорились из-за проекта, пока семьи не перестали разговаривать друг с другом. Их пути снова пересеклись в кадетской школе. Фрэнсис и Маркус поняли, чтобы ни произошло они будут следить и помогать друг другу.

### Коммандер Рудольф Вельтман
Рудольф Велтман — человек науки, чья работа была известна на всю Солнечную систему. Он был послан вместе с Маркусом Кромвелем на «Крыле ангела» для исследования базы Шукенья Бета. Когда «Крыло Ангела» была втянута в войну с горгами, Вельтману дали командование разведывательным эсминцем «Брутус» в боевой группе Кромвеля. К удивлению многих, он оказался способным командующим.

### Адмирал Андерсон
Главный адмирал колонии Ноя.

### Роберт Шейнман
Контр-адмирал оборонного флота Ноя, дипломат. Шейнман периодически оперирует как посол между колонией Ноя и вардрагами. Был школьным другом Маркуса Кромвеля.

### Вождь Затук
Лидер правящего клана горгов. Его позиции, как императора, постоянно угрожают другие кланы, делая Затука более восприимчивым к предложениям мира с вардрагами и колонией Ноя, чтобы он смог полностью сосредоточиться на внутренних делах. Но его желание помириться с врагами делает его непопулярным членам своего собственного клана. Затук также вождь (капитан) мощного тяжёлого линкора «Боевой клич», чей экипаж он выбрал лично. Главным противником мира является клан Рагра.

## Отзывы
| Сводный рейтинг | Сводный рейтинг |
| Агрегатор       | Оценка          |
| --------------- | --------------- |
| GameRankings    | 76,50 %         |